# Eutichurus putus
Eutichurus putus là một loài nhện trong họ Miturgidae.
Loài này thuộc chi Eutichurus. Eutichurus putus được Octavius Pickard-Cambridge miêu tả năm 1898.